# Dampflokfabrik Datong

Die Dampflokfabrik Datong war die größte Dampflokfabrik Chinas und zu ihrer Zeit auch die größte der Welt. In den 1980er Jahren war sie mit der Lokfabrik Tangshan eine der beiden letzten Dampflokfabriken der Welt.

## Allgemeines
Die Produktion von Dampflokomotiven begann 1959 mit der Indienststellung eines Prototyps der Baureihe QJ. Von 1959 bis 1985 wurden hier jährlich rund 300 Dampflokomotiven gebaut und dem Betrieb übergeben, die vor allem den Baureihen JS und QJ angehörten. In Datong wurden alle 4714 Serienloks der Baureihe QJ und fast alle Exemplare der Baureihe JS (ca. 1800) hergestellt. Die restlichen Dampfloks, die in Datong produziert wurden (ca. 1.600 bis 1.900), gehörten vermutlich der Gattung SY an. Seit Mitte der 1980er Jahre hatte in Datong auch die Produktion von Diesellokomotiven begonnen, sodass ab 1986 jährlich nur noch rund 100 Dampflokomotiven hergestellt wurden, ehe im Dezember 1988 die Dampflokproduktion ganz eingestellt wurde. Im Jahr 1988 wurden fast nur noch JS-Dampflokomotiven hergestellt. Ab 1989 wurden in Datong nur noch Diesellokomotiven gebaut. Besonders stark vertreten war die Baureihe DF4. Doch auch in den 1990er Jahren diente Datong noch immer als Ausbesserungswerk für Dampflokomotiven. So wurden hier 1995 auch die 130 QJ der Jitongbahn einer Hauptuntersuchung unterzogen, ehe sie ihrem neuen Einsatzgebiet übergeben wurden. Bis 1999 wurden über 600 Diesellokomotiven in Datong fertiggestellt. Rund 500 gehörten davon der Baureihe DF4 an. Seither ist die Lokfabrik von Datong hauptsächlich auf E-Lokomotiven spezialisiert. In dieser Fabrik arbeiten etwa 8.000 Menschen.  